# Sitka (potok)
Sitka (nazývaná též Huzovka) je levostranný přítok řeky Oskavy protékající převážně skrz Olomoucký kraj. Délka jejího toku je 35,1 km a plocha povodí měří 117,9 km². Sitka pramení v Nízkém Jeseníku, protéká Šternberkem a do řeky Oskavy se vlévá u Chomoutova.

## Průběh toku
Potok Sitka pramení na jižním úbočí Stránského vrchu mezi obcemi Stránské a Rýžoviště v okrese Bruntál v Nízkém Jeseníku v nadmořské výšce 688,1 m. Teče převážně jižním směrem, přičemž protéká obcemi Veveří, Huzová, Šternberk, Lužice, Stádlo a Moravská Huzová. Sitka má 28 převážně menších přítoků, z nichž je 11 pravostranných a 17 levostranných. Do řeky Oskavy se vlévá těsně před jejím splynutím s Moravou u obce Chomoutov v nadmořské výšce 215 m.

### Větší přítoky
- levé – Veverský potok, Arnoltický potok, Březina, Sprchový potok, Grygava

## Vodní režim
Průměrný průtok u ústí činí 0,81 m³/s.